# Jishnu Raghavan
Jishnu Raghavan Alingkil (Kannur, 23 april 1979 - Kochi, 25 maart 2016), ook wel bekend als Jishnu, was een Indiase acteur die voornamelijk in Malayalam-films verscheen. 
Voor zijn debuutfilm Nammal (2002) kreeg hij de Kerala Film Critics Association Award voor Beste Acteur en de Mathrubhumi Film Award voor Beste Mannelijke Debuut. Zijn laatste film was Traffic (2016).

## Biografie
Jishnu was een zoon van filmacteur en regisseur Raghavan en Shobha. Hij had een jongere zus genaamd Jyothsna. Hij was getrouwd met Dhanya Rajan, een architect.